# Agneau pascal

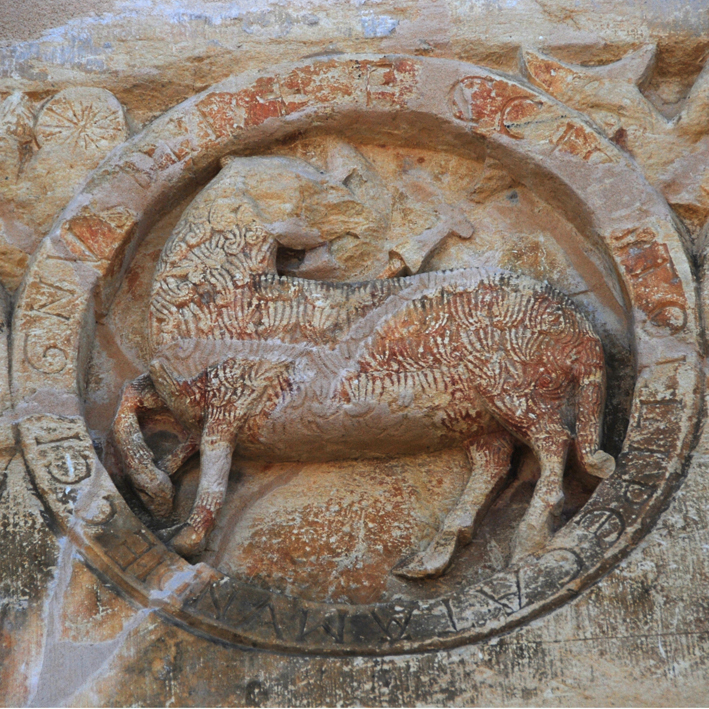
L'agneau pascal représenté à l'église Saint-Julien de Saint-Julien-sur-Veyle.

Pour les articles homonymes, voir Agneau et Pascal.
Pour la pâtisserie traditionnelle en forme d'agneau pascal, voir Osterlammele.
L'agneau pascal est un symbole religieux très présent dans les traditions juive et chrétienne. Il fait référence à l'agneau immolé lors de la Pâque juive.

## Judaïsme
Les juifs continuent à commémorer l'exode en célébrant la Pâque, et seuls certains courants du judaïsme continuent à le faire en sacrifiant un agneau. La fête de Pessa'h (passage) célèbre durant huit jours la libération du peuple d'Israël et la traversée de la mer Rouge. 
Le sacrifice de l'agneau tire son origine d'un ordre de Dieu à Moïse, avant la traversée de la mer Rouge, pour immoler un agneau par famille. Le sang de l'agneau, répandu sur les portes des maisons des Hébreux avec une branche d'hysope, permettait de signaler à l'Ange de la Mort que ces maisons  devaient être épargnées de la mort des premiers-nés, qui ne devait frapper que les Égyptiens (une des dix plaies).  Le sacrifice est aujourd'hui pratiqué par quelques courants traditionalistes du judaïsme, mais c'est un sujet de controverse sociale et politique.

## Christianisme

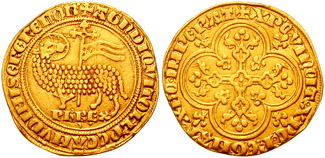
Agnel d'or de Philippe le Bel frappée en 1311.

Agneau pascal, mosaïque de Henri Lindegaard au temple d'Aubagne

Pour les chrétiens, la fête de Pâques est le passage de la mort à la vie par Jésus, qui s'est sacrifié pour racheter les péchés des hommes. Jésus est identifié à l'agneau sacrificiel du judaïsme, il est souvent décrit comme « l'agneau de Dieu ». Il est représenté par un agneau dans l'Apocalypse. L'agneau symbolise également la soumission du chrétien à la volonté de Dieu, ainsi que les vertus d'innocence, de douceur et de bonté.
Ceci donne lieu à une tradition culinaire : dans les pays catholiques, on sert un gigot d'agneau pour le déjeuner du dimanche de Pâques.

## Héraldique médiévale
L'agneau pascal couronné d'une auréole et portant une bannière, ou agnel, est une figure importante de l'Héraldique médiévale qui se retrouve sur de nombreux sceaux d'abbés, de villes comme Toulouse, et sur des pièces de monnaie comme l'Agnel d'or de Philippe III le Hardi.

Blason de la ville de Toulouse.
Blason de la ville de Beblenheim[4].
Blason de la ville de Rouen, capitale de la Normandie.